# Junior Eurovisiesongfestival 2016
Het Junior Eurovisiesongfestival 2016 was de 14de editie van het liedjesfestival. Het werd gehouden in Valletta, de hoofdstad van Malta. Eerder organiseerde Malta het Junior Eurovisiesongfestival 2014. Poli Genova, die vorig jaar het Junior Eurovisiesongfestival 2015 in Bulgarije presenteerde en op het Eurovisiesongfestival 2016 voor Bulgarije meedeed, trad op met haar Eurovisienummer van 2016. De winnares van het afgelopen jaar, Destiny Chukunyere, trad eveneens op met zowel haar winnende lied Not my soul als haar toen net uitgebrachte nummer Fast life (ladidadi). Ook Jedward, de tweeling die in 2011 en in 2012 voor Ierland uitkwam op het Eurovisiesongfestival, gaf een optreden naast hun taak als juryleden.

## Format

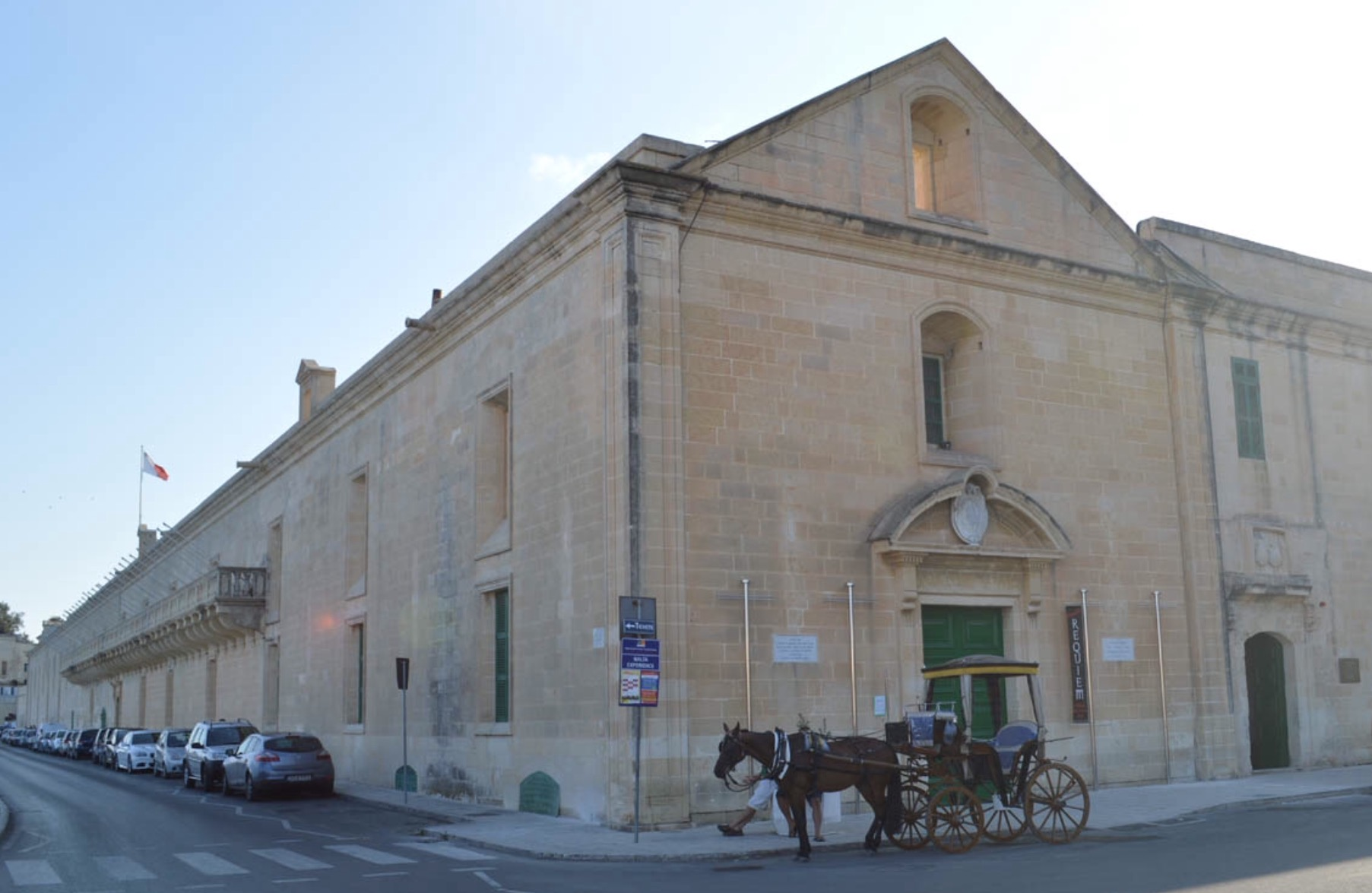
The Mediterranean Conference Centre, locatie voor het festival

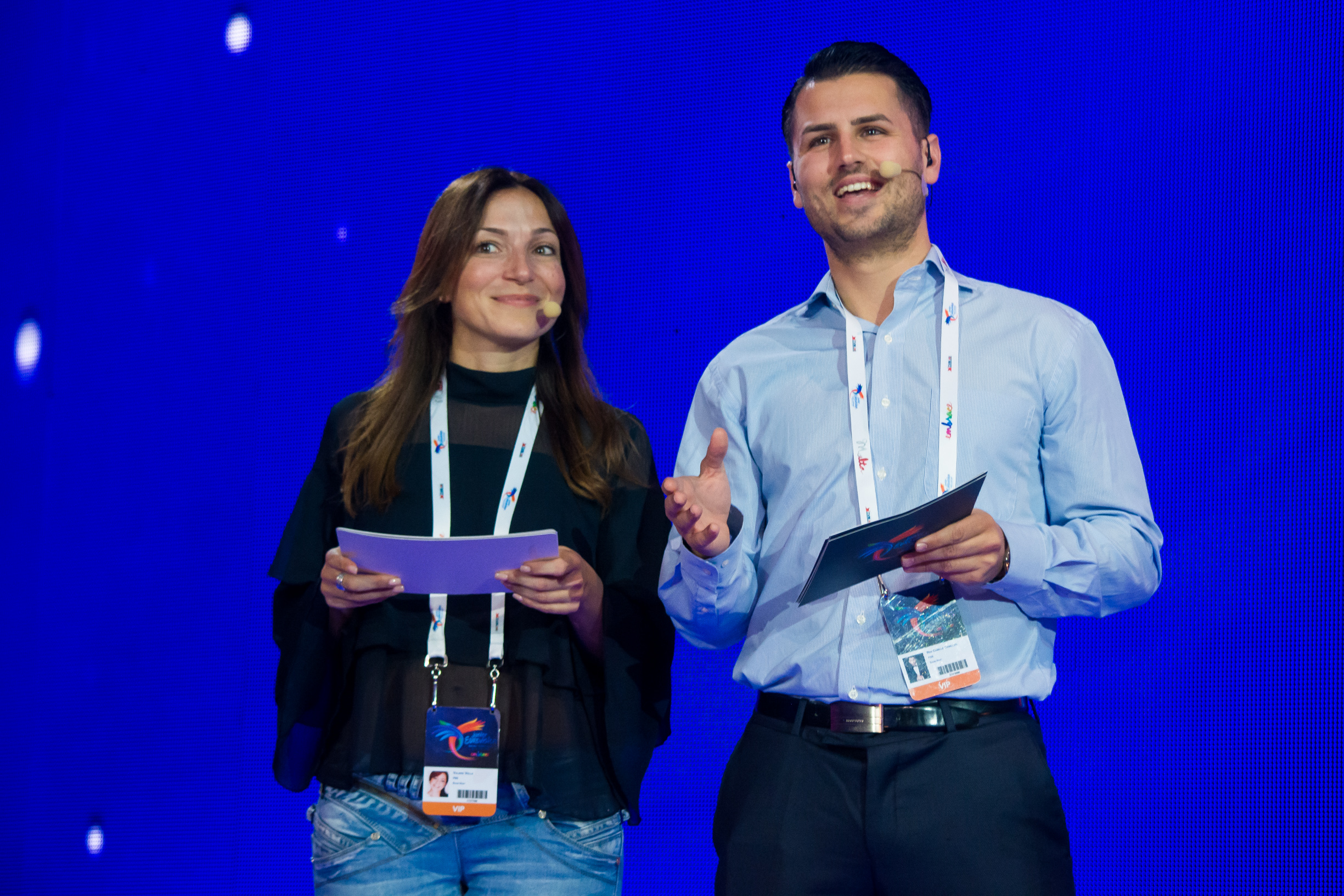
Ben en Valerie tijdens de repetities

### Locatie
Het was de tweede keer dat het festival in Malta werd georganiseerd, na 2014. Het festival vond plaats in The Republic Hall van de Mediterranean Conference Centre, in de hoofdstad Valetta. De zaal organiseerde al eerder de Maltese voorrondes voor het Eurovisiesongfestival, en biedt een capaciteit aan van 1.400 mensen.

### Presentatie
De presentatoren Valerie Vella en Ben Camille waren al eens puntengever op het Eurovisiesongfestival. Vella presenteerde ook al eens de Maltese voorrondes in 2002, 2009 en 2011. Camille de voorronde in 2016.

## Puntentelling
In deze editie werd de winnaar alleen bepaald door de vakjury en de kinderjury. In deze editie werd er niet door het publiek gestemd, in tegenstelling tot voorgaande jaren. Vanaf 2017 kwam de publieksstem terug, op vergelijkbare manier met die van het volwassen festival.

## Uitslag
| Plaats | Land        | Taal                  | Artiest                         | Lied                   | Punten |
| ------ | ----------- | --------------------- | ------------------------------- | ---------------------- | ------ |
| 1      | Georgië     | Georgisch             | Mariam Mamadasjvili             | Mzeo                   | 239    |
| 2      | Armenië     | Armeens en Engels     | Anahit Adamian & Mary Vardanian | Tarber                 | 232    |
| 3      | Italië      | Italiaans en Engels   | Fiamma Boccia                   | Cara mamma (dear mom)  | 209    |
| 4      | Rusland     | Russisch en Engels    | Water of Life Project           | Water of life          | 202    |
| 5      | Australië   | Engels                | Alexa Curtis                    | We are                 | 202    |
| 6      | Malta       | Engels                | Christina Magrin                | Parachute              | 191    |
| 7      | Wit-Rusland | Russisch en Engels    | Aleksander Minjonok             | Moezika moich pobed    | 177    |
| 8      | Nederland   | Nederlands en Engels  | Kisses                          | Kisses and dancin'     | 174    |
| 9      | Bulgarije   | Bulgaars en Engels    | Lidia Ganeva                    | Valsjeben den          | 161    |
| 10     | Ierland     | Iers en Engels        | Zena Donnelly                   | Bríce ar bhríce        | 122    |
| 11     | Polen       | Pools en Engels       | Olivia Wieczorek                | Nie zapomnij           | 60     |
| 12     | Macedonië   | Macedonisch en Engels | Martija Stanojković             | Love will lead our way | 41     |
| 13     | Albanië     | Albanees en Engels    | Klesta Qehaja                   | Besoj                  | 38     |
| 14     | Oekraïne    | Oekraïens en Engels   | Sofiia Rol                      | Planet craves for love | 30     |
| 15     | Israël      | Hebreeuws en Engels   | Shir & Tim                      | Follow my heart        | 27     |
| 16     | Cyprus      | Grieks en Engels      | Giorgos Michailidis             | Dance floor            | 27     |
| 17     | Servië      | Servisch              | Dunja Jeličić                   | U la la la             | 14     |

## 12 punten

### Volwassenenjury
| Aantal keer 12 | Land        | Gekregen van                                                                   |
| -------------- | ----------- | ------------------------------------------------------------------------------ |
| 8              | Georgië     | Albanië, Armenië, Bulgarije, Cyprus, Ierland, Nederland, Oekraïne, Wit-Rusland |
| 2              | Ierland     | Italië, Malta                                                                  |
| 2              | Wit-Rusland | Israël, Rusland                                                                |
| 1              | Armenië     | Servië                                                                         |
| 1              | Australië   | Georgië                                                                        |
| 1              | Bulgarije   | Polen                                                                          |
| 1              | Italië      | Macedonië                                                                      |
| 1              | Malta       | Australië                                                                      |

### Kinderjury
| Aantal keer 12 | Land        | Gekregen van                |
| -------------- | ----------- | --------------------------- |
| 3              | Georgië     | Australië, Cyprus, Oekraïne |
| 2              | Armenië     | Bulgarije, Wit-Rusland      |
| 2              | Australië   | Ierland, Nederland          |
| 2              | Italië      | Malta, Polen                |
| 2              | Malta       | Albanië, Italië             |
| 2              | Nederland   | Georgië, Israël             |
| 2              | Rusland     | Macedonië, Servië           |
| 1              | Polen       | Armenië                     |
| 1              | Wit-Rusland | Rusland                     |

### Expertjury
| Aantal keer 12 | Land        | Gekregen van      |
| -------------- | ----------- | ----------------- |
| 1              | Italië      | Mads Grimstad     |
| 1              | Rusland     | Jedward           |
| 1              | Wit-Rusland | Christer Björkman |

## Wijzigingen

Deelnemende landen
Landen die in het verleden deelnamen, maar in 2016 afwezig waren

### Terugkerende landen
- Cyprus: Cyprus keert terug na een afwezigheid van een jaar. De laatste editie dat Cyprus meedeed was 2014. Daar eindigde Cyprus op een negende plek.
- Israël: Israël keerde na drie jaar afwezigheid terug. In 2013 trok Israël zich terug toen het festival werd gehouden in Oekraïne.
- Polen: Polen deed in 2004 voor het laatst mee aan het Junior Eurovisiesongfestival. De Poolse omroep TVP keert terug na 12 jaar afwezigheid.[2]

### Terugtrekkende landen
- Montenegro: de Montenegrijnse omroep trok zich terug voor het festival.[3]
- San Marino: de San Marinese omroep SMRTV trok zich terug voor het festival van 2016.[4]
- Slovenië: de Sloveense omroep RTVSLO trok zich terug voor het festival van 2016, vanwege wijzigingen in de regels van het festival.[5]